# Mateo Alemán
Mateo Alemán y de Enero o Mateo Alemán y de Nero (Sevilla, septiembre de 1547-Ciudad de México, 1614), conocido como Mateo Alemán, fue un escritor español del Siglo de Oro, recordado sobre todo por la novela picaresca Guzmán de Alfarache, publicada en dos partes, en 1599 y en 1604, que consolidó los rasgos característicos de dicho género y fue un éxito internacional.

## Familia
Hacia 1540 el cirujano Hernando Alemán se trasladó desde Jerez de los Caballeros a Sevilla. Por entonces su esposa, Beatriz de León, había muerto o estaba a punto de morir. En Sevilla vivían sus cinco hermanos: Alonso, mercader; Juan, médico; García Jerónimo, sacerdote; así como Leonor y Beatriz, solteras que residían con Alonso.
Se discute el origen converso de Hernando (entre sus antepasados pudo haber un judaizante que murió en la hoguera).
Hernando Alemán contrajo matrimonio posteriormente con Juana de Enero (o mejor, de Nero o del Nero), hija del comerciante Juan López de Enero, de ascendencia florentina y al parecer también de origen judaico.
De este matrimonio nacieron: Leonor Moscoso, que tomó el apellido de unos parientes de la rama paterna; Violante, bautizada el 29 de julio de 1546; Mateo, bautizado el 28 de septiembre de 1547 en la Iglesia del Salvador de Sevilla; y Juan Agustín, bautizado el 6 de septiembre de 1555.
Hernando Alemán vivía en la calle Sierpes de Sevilla y se relacionaba con personas importantes de la ciudad, como canónigos de la catedral. Hacia 1556 Diego de Torres, médico y cirujano de la Cárcel Real de Sevilla, se ausentó de la ciudad y Hernando Alemán fue escogido para este oficio de forma interina. Como Torres terminó por partir a las Indias, a finales de 1557 Hernando Alemán terminó por obtener el empleo en propiedad, por el cual ganaba 12 000 maravedís al año.

## Biografía

### Primeros años y estudios
Fue bautizado en la iglesia colegial del Divino Salvador de Sevilla el 28 de septiembre de 1547.
El académico Francisco Rodríguez Marín sugirió que Mateo Alemán pudo haber estudiado humanidades en la academia de Juan de Mal Lara, que abrió hacia 1560. En su obra Ortografía escribió sobre su primera formación:

Yo me acuerdo que la primera letra que supe fue la que hoy se usa en los libros de la iglesia, que llaman de redondo; después me pusieron en tirado, de tirado pasé a cortesano, a medio punto y a punto entero; luego escribí de caja, que aun se 
practica hoy en los libros de ella, y la llaman redondilla, y últimamente me pusieron  a escolástico y bastardillo, que ahora usamos comúnmente; y creo se me quedan otras tres o cuatro estaciones que anduve con las dichas, que fueron chancilleresca, francesa, encadenada y grifo [...] Comenzábamos niños y salíamos casi barbados a la gramática, pasándose lo mejor de la vida entre las coplas del marqués de Mantua y fecha la plana.

Se graduó de bachiller en Artes y Filosofía el 28 de junio de 1564 en el Colegio de Santa María de Jesús. Cursó Medicina desde septiembre de ese año en el mismo centro.
Según él mismo afirmó en su Ortografía y en la segunda parte de Guzmán, continuó sus estudios en la Universidad de Salamanca (aunque no consta en los archivos de la misma). En su Ortografía también dice haber estudiado posteriormente en la Universidad de Alcalá de Henares, constando que estuvo matriculado ahí entre 1566 y 1568.
Su padre enfermó a comienzos de 1567 y Mateo, al conocer la noticia, se dirigió a Sevilla. El padre murió en marzo de 1567 dejando poca herencia para cada uno de los miembros de la familia. Tras esto, se matriculó en Alcalá de Henares en octubre de ese año para el cuarto curso.
Desde abril de 1568 firmó varias veces con el título de licenciado, algo que en esa época se permitía también aunque no se hubiesen acabado todos los estudios.

### Deudas y matrimonio
Se instaló de nuevo en Sevilla, donde vivía con su madre en la collación de la Magdalena.
El 16 de octubre de 1568 consta que debía al mercader genovés Esteban Grilo 37 500 maravedís que le había prestado y se comprometía a pagarlos a finales del año siguiente o, de lo contrario, se doblaría la cantidad.
El 27 de octubre de 1568 Mateo Alemán como principal obligado y su madre Juana como fiadora recibieron en depósito 210 ducados de oro del capitán Alonso Hernández de Ayala, con la obligación de devolverlos un año después. Sin embargo, existía la condición de que si se casaba con Catalina de Espinosa podía librarse de pagar esta deuda.
Mateo Alemán dejó que pasara el año sin casarse con Catalina de Espinosa ni devolver los 210 ducados de oro a Alonso Hernández. En junio de 1571 Alonso Hernández reclamó ante el teniente de asistente de la ciudad Alonso Carriazo y Mateo Alemán optó por casarse.
Se instaló con su mujer en la calle Calería Vieja de la collación de San Esteban.
Este forzado matrimonio terminó años después en separación. Mateo Alemán tuvo, sin embargo, dos hijos fuera del matrimonio, Margarita y Antonio, con los cuales y una joven amante, Francisca Calderón, pasaría a América ya con cincuenta y cinco años.

### Recaudador y contador; estudios de leyes y reclusión
En septiembre de 1571 hizo uso de un poder que le había dado en la Corte Melchor de Herrera y Rivera, marqués de Auñón y Valderagete (o Valdaracete), que era del Consejo de Hacienda y tesorero general del rey, para ser recaudador del subsidio de Sevilla y su arzobispado.
En su Ortografía dijo que fue, coincidiendo con la llegada a España un legado pontificio (probablemente el cardenal Alessandrino en 1571) fue nombrado contador de resultas en la Contaduría Mayor de Cuentas, labor que llevaba aparejadas la de cobrador de almojarifazgos y juez visitador. Según el alférez Luis de Valdés, Mateo Alemán fue contador de resultas durante casi veinte años. Sin embargo, en este tiempo se dedicó también a otros asuntos en Sevilla, donde figura como vecino hasta 1582.
El 18 de agosto de 1573 vendió por 32 ducados una esclava morisca de Túnez, de nombre Magdalena. El 5 de enero de 1576 Juan Martínez de Asteiza nombró a Mateo Alemán administrador de la renta real de la saca de las lanas en los puertos de Sevilla y Cádiz por seis años.
En 1567 se había hecho hermano de la Hermandad del Silencio de Sevilla. En 1574 pasó a ser hermano mayor de esta cofradía. En 1577 redactó unos nuevos estatutos para la misma, que fueron aprobados en 1578. En 1579 gestionó la adquisición de la capilla del Santo Crucifijo y parte del huerto del Hospital de San Antonio Abad para que la cofradía construyese una capilla propia.
El 2 de enero de 1580 se matriculó en Leyes en el Colegio de Santa María de Jesús.
El 27 de octubre de 1580 se encontraba en la Cárcel Real de Sevilla y dio un poder a su esposa para que esta le avalase, con ciertos términos y condiciones, para poder ir libremente por el interior de la prisión sin grilletes.
El 29 de diciembre de 1580 se encontraba con grilletes de nuevo y su tío, Alonso Alemán, le fio con sus bienes para que se los quitasen.
Mateo Alemán habló de la Cárcel Real de Sevilla en la segunda parte de su Guzmán, con las siguientes palabras:

No me cogió tan desnudo este día que me faltasen dineros con que sustentar la tela y hacer la guerra; mas es la cárcel de calidad como el fuego que todo lo consume, convirtiéndolo en su propia sustancia. Largas experiencias hice della, y por mi cuenta hallo ser un molino de viento y juego de niños; ninguno viene a ella que no sea molinero y muela diciendo que su prisión es "por un poco de ayre, un juguete, una niñería", y acontece a veces traer a uno destos por tres o quatro muertes, por salteador de caminos o por otros atrocísimos y feos delitos. Ella es un paradero de necios, escarmiento forzoso, arrepentimiento tardo, prueba de amigos, venganza de enemigos, república confusa, infierno breve, muerte larga, puerto de suspiros, valle de lágrimas, casa de locos, donde cada uno grita y trata de sola su locura. Siendo todos reos, ninguno se confiesa por culpado, ni su delito por grave. Son los presos della como la parra de uvas que, luego que comienzan a madurar, cargan avispas en cada racimo y sin sentirse los chupan, dexándolo solamente las cáscaras vacías en el armadura, y según el tamaño así acude la enjambre. Quando traen a uno preso le sucede lo propio: cargan en él oficiales y ministros hasta no dexarle sustancia; y, quando ya no tiene que gastar, se lo dexan allí olvidado. Y esto sería menos mal, respecto de otro mayor que acostumbran, dándole luego con la sentencia como a pobre, dexándolo perdido y desbaratado [...]. Quando el caso no es de calidad, ni tiene pena corporal que nazca de atrocidad, como sería muerte, hurto famoso, pecado feo y otros quales aquestos, déxanlo andar por la cárcel habiéndoselo pagado.

### Andanzas como juez visitador
En febrero de 1582, encontrándose en libertad, recibió autorización para embarcar al virreinato del Perú. Con este propósito, presentó una testifical en marzo del mismo año. Sin embargo, no llegó a marcharse, sin que se sepa el motivo.
En abril de 1583 Mateo Alemán llegó a la región de Extremadura como juez de comisión investigando las cuentas del tesorero de las alcabalas de las villas mineras de Llerena y Usagre. Revisó las cuentas y procesó a los herederos del tesorero. El rey consideró que el comportamiento de Alemán era excesivo y le envió una carta el 4 de junio de 1583, carta que este contestó el 23 de junio.
El 18 de junio de 1583 fue a la cárcel de Usagre y liberó a dos reclusos que estaban presos por órdenes del gobernador. El alcaide se opuso y el alguacil fue a hacer un informe sobre la liberación de estos presos. Mateo Alemán pilló al alguacil informándose y lo llamó "tacañillo majadero" un par de veces, produciéndose una fuerte discusión. Luego le quitó al alguacil su vara y su espada y lo mandó a apresar encadenado junto con el alcaide.
Por este comportamiento, aunque algunos testigos decían que Alemán era buen juez y diligente, el 24 de septiembre de 1583 fue dictada prisión para él. El 2 de octubre se buscó al juez de Usagre y el 3 de octubre se hizo auto de su prisión en Mérida. El 27 de noviembre fue a entrar en la Cárcel Real de Madrid, pero el alcaide de la prisión no le admitió porque no traía el auto de su proceso del Consejo de Cuentas. En libertad bajo fianza, continuó con un proceso hasta su exoneración el 12 de junio de 1584.
En octubre de 1586 se hallaba en Madrid como contador de resultas. Entonces compró un solar en la calle del Río, junto al colegio de doña María de Aragón en construcción, al licenciado Barrionuevo de Peralta. En ese lugar construyó su vivienda.
El 15 de mayo de 1590 firmó administrar los bienes de una menor de edad llamada Catalina Pérez de Quevedo.
De vez en cuando viaja por negocios particulares o con diversos encargos laborales por toda España. En su obra San Antonio de Padua cuenta que, en enero de 1591, se encontraba visitando un navío flamenco en Cartagena. El barco disparó una salva de artillería y, en ese momento, un taco de madera le dio en la cabeza y estuvo a punto de matarlo pero no lo hizo daño alguno, lo que consideró milagroso.
El 13 de abril de 1592 se encontraba nuevamente en Sevilla, donde revocó algunos poderes que había concedido desde Madrid a su hermano Juan Agustín para así poder heredar, probablemente de su madre fallecida.
El Consejo de las Órdenes Militares le comisionó para ir a Almadén como juez visitador para inspeccionar su mina de mercurio, arrendada por el monarca a los banqueros alemanes Fugger o Fúcares. Mateo Alemán llegó a la mina el 24 de enero de 1593. Su objetivo era comprobar si el número de condenados era superior al autorizado por el rey, si los trabajadores recibían alimentación y atención médica adecuadas, si reposaban lo suficiente cuando enfermaban y otros aspectos. Para ello, entrevistó a los presos y otros miembros del personal de la mina.
Tuvo que enfrentarse al oscurantismo interesado del apoderado de los Fugger, Hans Schedler (castellanizado como Juan Jedler, Gedler, Geldre o Xedler) que acabó multado por ocultarle documentos, e interrogó a varios reos forzados a trabajar allí, casi todos enfermos y enloquecidos por la hidrargiria y los malos tratos. Las historias criminales de estos galeotes que condonaron su servicio como remeros a cambio de servir en los hornos de cinabrio debió sin duda inspirar el personaje del también galeote Guzmán de Alfarache.
Mateo Alemán redactó un informe secreto sobre la mina de Almadén que fue publicado en 1977 por el escritor Germán Bleiberg.
En Almadén, Mateo Alemán le preguntó a fray Juan de Pedraza sobre el trato que daba a los trabajadores forzados el capataz Miguel Brete y su respuesta fue la siguiente:

En el tiempo que fue veedor andaba con un bastón [y] hacía entrar a los forzados en el horno, estando abrasando, a sacar las ollas y que del dicho horno salían quemados y se les pegaban los pellejos de las manos a las ollas; y las suelas de los zapatos se quedaban en el dicho horno, y las orejas se les arrugaban hacia arriba, del dicho fuego, y que de la dicha ocasión habían muerto veinticuatro o veinticinco forzados... Entre los cuales han muerto en la dicha ocasión, se acuerda este testigo de un esclavo de los Fúcares que se llamaba Francisco, el Morisco, y otro esclavo de un vecino de Toledo, que se llamaba Juan Bautista, y el amo Francisco de Tapia, que era forzado, y el dicho esclavo servía en su lugar... Y vio este testigo que morían sin juicio, y haciendo bascas, como hombres rabiosos... Y otros fueron rabiando, que era menester atarlos de pies y manos, y aun las cabezas, y sabe que algunos de ellos murieron sin confesión ni sacramentos...

El 13 de febrero de 1593 secretario del Consejo de las Órdenes Militares se dirigió a Mateo Alemán para parar la investigación:

El Consejo me ha mandado escriba a vuestra merced que, luego que esta reciba, sin detenimiento alguno, deje el negocio en que está entendiendo tocante a Almadén, en el punto y estado en que estuviere cuando vuestra merced esta reciba, sin hacer, ni proveer, en él, novedad alguna, y se venga con los papeles que tuviere hechos […]. V. m. lo cumplirá así, sin exceder de lo que se le manda”.

Regresó a Madrid. En junio de 1594, vendió por 1 100 reales castellanos por objetos de porcelana y varias piezas de una vajilla de plata al prior Francisco Vallés, hijo del médico del mismo nombre. En abril de 1595 otorgó un poder para pleitos. Entre 1598 y 1599 tomó parte en nombre de otros en algunas subastas sobre el aprovechamiento de unas dehesas.

### Escritor, cárcel de nuevo en Sevilla y estancia en Lisboa
Mateo Alemán era amigo del sacerdote y escritor Vicente Espinel. Espinel escribió un soneto sobre la sífilis que comenzaba diciendo "De un ébano sutil, dos bellas piernas", que gozó de cierta popularidad y que fue recogido en un cartapacio de Pedro Penagos que comenzó a compilarse en 1593 y que se encuentra en la biblioteca del Palacio Real de Madrid. Alemán, por su parte, respondió a este poema con otro soneto del mismo tema que empieza diciendo "Si ese tu inútil cuerpo, brazos, piernas".
Alemán también tradujo dos odas de Horacio.
Redactó un prólogo para los Proverbios morales de Alonso de Barros, publicados en 1598.
En 1597 terminó de escribir Guzmán de Alfarache, obra aprobada el 13 de enero de 1598 y con licencia del 16 de febrero del mismo año, para al fin ser impresa en Madrid 1599. Como Felipe II había muerto en 1598, Alemán retocó la portada para poner que era "criado del rey Felipe III" e introdujo en el texto una referencia a la boda del nuevo monarca.
Guzmán de Alfarache es una de las novelas picarescas más importantes, precedida en su género por La vida de Lazarillo de Tormes, anónima, y sucedida por Rinconete y Cortadillo, de Miguel de Cervantes.
El 3 de febrero de 1601 compró algunas mercaderías de oro y seda a Miguel López por 3 006 reales para pagarlas dentro de cinco meses. Sin embargo, no hizo un buen negocio porque tuvo que venderlas por la mitad de ese importe. En mayo de 1601 debía a Cristóbal Pérez de Herrera los corridos de ciertos tributos y 2 450 reales del alquiler de unas casas en la calle Preciados, junto al Postigo de San Martín de Madrid.
Regresó a Sevilla a finales de 1601, viviendo en otra casa distinta de la de su mujer.
Debido a la deuda que había contraído en Madrid con Miguel López, fue encarcelado en Sevilla en diciembre de 1602. Para sacarlo de la cárcel, el 25 de enero de 1603 su primo Juan Bautista del Rosso pagó buena parte de la deuda de Alemán con 500 ejemplares de Guzmán de Alfarache, cada uno de los cuales costaban 210 maravedís.
En 1602 se publicó en Valencia una segunda parte apócrifa del Guzmán de Alfarache, escrita por Mateo Luxán de Sayavedra (seudónimo del abogado valenciano Juan Martí), y ambas partes se publicarían en Milán en 1603, atribuidas a Mateo Alemán. Una tercera parte, debida al portugués Félix Machado de Silva y Castro, aparecerá mucho después de la muerte de ambos, en 1650.

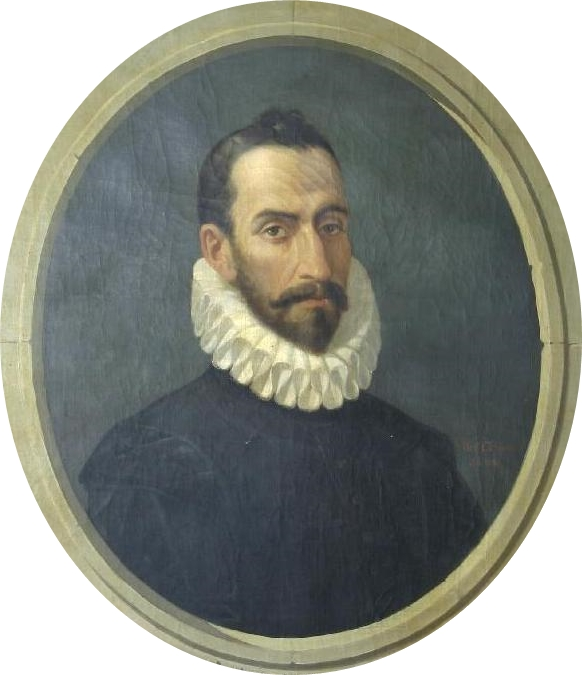
Óleo sobre lienzo pintado en el, obra de Manuel Cabral y Aguado Bejarano, inspirado en un grabado aparecido en su obra San Antonio de Padua, de 1605. Se encuentra en la Galería de Sevillanos Ilustres de la Universidad de Sevilla.

El 3 de marzo de 1603 negoció con el impresor sevillano Clemente Hidalgo la edición de una obra que había escrito sobre san Antonio de Padua. La obra obtuvo las aprobaciones necesarias en octubre y noviembre de ese año. El 13 de enero de 1604 autorizó a su primo Rosso para que se encargarse de la edición de esta obra en la imprenta de Hidalgo.
En la primavera de 1604 Mateo Alemán decidió dirigirse a Lisboa para comercializar en este lugar su libro sobre san Antonio, conocedor de la gran devoción que se tenía a ese santo en aquel lugar. En 1604 publicó en Lisboa su segunda parte de Guzmán de Alfarache. Continuaba en Lisboa el 26 de abril de 1605.
En octubre de 1605 ya se encontraba en Sevilla y compró en Umbrete una parcela con pinares.

### Estancia en México y nuevas obras
Mateo Alemán decidió embarcar al virreinato de Nueva España. En este había estado su primo Alonso Alemán, que había tenido un cargo en la Audiencia de México e impartido leyes en la Universidad de México. Alonso Alemán había sido considerado el mejor jurista de Ciudad de México por el conde de Monterrey, ex-virrey de México y virrey del Perú. Alonso Alemán murió en 1605, aunque se desconoce si Mateo Alemán supo de eso.
El 10 de abril de 1607 Mateo Alemán donó su casa de la calle del Río a Pedro Ledesma, secretario del Consejo de Indias, y el 14 de mayo del mismo año apoderó a esta misma persona para vender los privilegios relativos a la segunda parte de Guzmán de Alfarache y a San Antonio. Pedro Ledesma era el encargado de refrendar las reales cédulas de pasajeros al Nuevo Mundo, por lo que es posible que esto fuese interesado.
En todo lo que respecta a su viaje al Nuevo Mundo se hizo llamar "Mateo Alemán de Ayala".
Debido a la actividad de los piratas neerlandeses, la Casa de Contratación de Indias canceló el viaje de una flota a Nueva España en 1607 y Mateo Alemán tuvo que esperar en Trigueros, donde contaba con algunos parientes.
La flota en la que iba Mateo Alemán zarpó de Sevilla el 3 de junio de 1608. El escritor iba con su hija Margarita de 3 años, con su hijo Antonio de 8 años, con Francisca Calderón (a quien hizo pasar por su hija con el nombre de Francisca Alemán, pero que en realidad era su amante) de 24 años y con su sobrina Catalina de Alemán de 40 años.
La flota de 62 galeras al mando de Lope Díez de Aux y Armendáriz se detuvo en Cádiz para recoger al arzobispo de México fray Francisco García Guerra. Iba también en la nao de Diego Garcés otro ilustre escritor, Juan Ruiz de Alarcón. Alemán y el ingenio ecijano Bartolomé de Góngora viajaron en un navío del cual era maestre Tomé García. Zaparon de Cádiz el 20 de junio. Mateo Alemán llegó al puerto de San Juan de Ulúa el 19 de agosto.
Por entonces era ilegal llevar a las Indias "libros de romance que traten de materias profanas y fabulosas é historias fingidas". Según cuenta José Toribio Medina, Mateo Alemán iba con una primera edición del Quijote que le retuvieron en la aduana y que pudo recuperar gracias a la intercesión del arzobispo Guerra.
Mateo Alemán llegó a la Ciudad de México en la comitiva del arzobispo fray García Guerra, que fue recibida con fiestas a su paso, y se ganó la protección del prelado. Sin embargo, a su llegada a México sufrió una enfermedad que le afectó a la vista y se recuperó gradualmente.
En México se hizo amigo del escritor Luis Belmonte Bermúdez, también sevillano. En 1609 escribió un Elogio que precedía a la obra de Belmonte titulada 'Vida del padre maestro Ignacio de Loyola.
En 1609 Mateo Alemán publicó una Ortografía castellana que defendía la tendencia foneticista frente a la etimologista y planteaba nuevas y avanzadas formas de enseñar la lengua escrita a los niños.
El arzobispo García Guerra fue nombrado en 1611 virrey de México, muriendo el 22 de febrero de 1612.
En 1613 Mateo Alemán publicó Sucesos de don fray García Guerra, arzobispo de México, a cuyo cargo estuvo el gobierno de Nueva España y Oración fúnebre del contador Mateo Alemán, criado del rey nuestro señor, a la muerte de don fray García Guerra, arzobispo de México, virrey, gobernador y capitán general de la Nueva España, etc..
Según Medina, en 1615 residía en la localidad mexicana de Chalco. Sin embargo, recientes investigaciones (Cartaya Baños, 2011) han determinado su fallecimiento un año antes, en 1614, en la Ciudad de México y en la indigencia, ya que hubo que pedir limosna para poder enterrarlo, de lo que se ocupó su albacea, lo que se confirma por unas probanzas legales realizadas en Sevilla, en 1619, entre parientes de Alemán y varios asistentes a su entierro en la capital novohispana.

## Obra

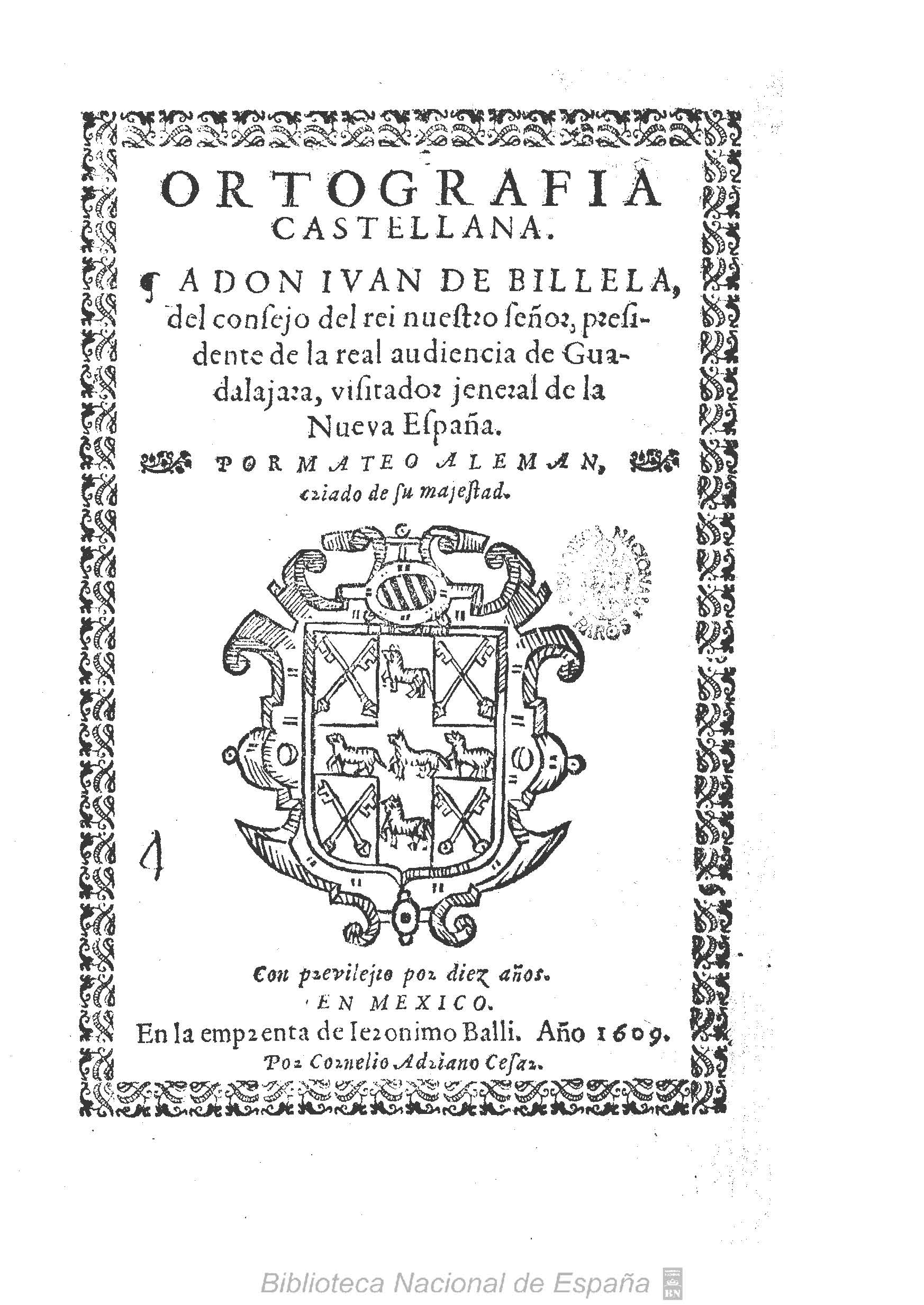
Ortografía castellana, obra de Mateo Alemán editada en México, en la imprenta de Jerónimo Balli, 1609. Biblioteca Digital Hispánica (Biblioteca Nacional de España).

La obra maestra por la que se le recuerda es fundamentalmente el Guzmán de Alfarache, novela picaresca conocida como El pícaro por antonomasia, en la lengua de la época y publicada en dos partes: la primera en Madrid en 1599 y una segunda en Lisboa en 1604 con el subtítulo de Atalaya de la vida humana. La narración es autobiográfica como en el Lazarillo de Tormes, aunque el personaje posee una doble dimensión, como pícaro y como pecador arrepentido, que corresponden a las dos fases sucesivas de su vida. Aunque muchos creen que la visión de la novela es determinista, Mateo Alemán se opone a la creencia semítica de que los hijos heredan por sangre las culpas de sus padres: depende solo de nuestro juicio el bien o el mal:

Podrasme bien creer que, si valiera elegir de adonde nos pareciera, que de la masa de Adam procurara escoger la mejor parte aunque anduviéramos al puñete por ello; mas no vale a eso, sino a tomar cada uno lo que le cupiere, pues el que lo repartió pudo y supo bien lo que hizo. Él sea loado, que, aunque tuve jarretes y manchas, cayeron en sangre noble de todas partes. La sangre se hereda y el vicio se apega. Quien fuere cual debe, será como tal premiado y no purgará las culpas de sus padres (M. Alemán, Guzmán de Alfarache, cap. I)

La novela se convirtió en el primer superventas de la historia, siendo traducida al inglés, al italiano, al latín, al alemán y al francés. Influyó en la literatura de toda Europa. Si bien se suele citar a El Quijote como la primera novela moderna, otros opinan que ese mérito corresponde a Guzmán de Alfarache y que esta novela influyó enormemente en Cervantes.
El relato principal, narrado en un primoroso estilo, se halla cuajado de digresiones didáctico-moralizantes y ejemplos eruditos antiguos o modernos, sacros o profanos; dominan sin embargo Séneca, el Evangelio, el refranero popular y los lugares comunes de la predicación de la época. También se introducen cuatro novelas cortas en ambas partes, dos en cada una, tres de ellas de inspiración más bien italianizante, en concreto en el Novellino (1476) de Masuccio Salernitano y en las Novelas y cuentos en verso del sevillano Cristóbal de Tamariz. Son Dorido y Clorinia, Bonifacio y Dorotea y Don Luis de Castro y don Rodrigo de Montalvo, que es más bien un relato que una novela corta. En cuanto a la más famosa y original, es la novela morisca Ozmín y Daraja. 
La función de estas novelas fue quizá reposar la acción principal o variar algo la continua digresión moral. Dorido y Clorinia advierte contra el tráfico de mujeres y la rivalidad masculina en la amistad, cuyo idealizado concepto ciceroniano igualitario trata amargamente de destruir, de acuerdo con el ideario burgués que mueve a Alemán, y se ambienta en Roma. Bonifacio y Dorotea por el contrario se ubica en su natal Sevilla, en el materialista ambiente de la burguesía comerciante sevillana, y narra el adulterio de una mujer virtuosa a causa de las tretas de un libertino. Para Alemán, "la inclinación al mal trasciende a ambos sexos... hasta las víctimas tienen también su tanto de culpa".
Es Ozmín y Daraja la que ha atraído más la atención de la crítica. Los protagonistas de la historia morisca son separados por la guerra y tienen que pasar por varios complicaciones hasta que termina en una solución feliz. Sus fuentes principales son la novela bizantina de Heliodoro Historia Etiópica de los amores de Teágenes y Cariclea; la anónima El Abencerraje y la hermosa Jarifa y, para el marco histórico, la Crónica de los Reyes Católicos de Hernando del Pulgar.
El Guzmán consolidó la fórmula de la novela picaresca en España y Europa, pues fue muy traducida, a veces incluso expurgada de las digresiones de tono moral que trufaban la narración, lo que impedía el propósito moral que el autor se había propuesto; este había prometido una tercera parte que no llegó nunca a publicar.
La principal característica de la filosofía de la vida emanada del Guzmán de Alfarache es un misantrópico pesimismo: la vida del hombre es una milicia en la tierra contra un mundo hostil que se mueve por la violencia; el protagonista intenta una y otra vez reformarse pero siempre vuelve a caer en el vicio, a la manera de Sísifo. Tan negra visión se suele atribuir a la atribulada vida del autor, o a su condición de descendiente de judíos conversos; en todo caso, las restantes obras del autor atestiguan que se trata de un moralista cristiano imbuido de la convicción de la absoluta igualdad de todos los hombres, y de la valoración de la virtud propia y de la dignidad por encima de los grupos y las castas.
En la segunda parte de su Guzmán soslayó que Sevilla era una ciudad que no consideraba debidamente a sus hijos y en su Ortografía castellana se refirió a su ciudad natal como: "mi patria, ¡si dijera mejor madrastra!".
Nació, pues, el mismo año que Miguel de Cervantes, pero su concepción de la vida es resentida y misantrópica, mucho más pesimista que la de este:

Es el hombre animal ferocísimo y dañoso, el más indómito y cruel de todos, pues los irracionales cada uno se conserva con los de su especie, y solo él, siendo enemigo aun de sí mismo, lo es también de su prójimo persiguiendo, cautelando, infamando, haciéndose robos y quitando las vidas los unos a los otros no teniendo seguridad ni guardándose fe los amigos, los conocidos, los deudos, hermanos ni el hijo al padre [...] En todas partes [hay] lágrimas, quejas, agravios, tiranías; todos gustan hieles, ninguno está contento, rendidos con el peso de su duro yugo desde que nacen del vientre de su madre hasta que vuelven al de la tierra. ¡Qué de varios pensamientos nos afligen, qué de temores nos acobardan, qué de cautelas nos acechan, qué de traiciones nos asaltan...!

### Difusión deGuzmán de Alfarachepor Europa y América en elsigloXVII
En 1599 salió la primera edición en Madrid, dos en Barcelona y una en Zaragoza. En 1600 salieron siete ediciones, dos en Madrid y el resto en Barcelona, París (traducida al francés por Gabriel Chappuys), Bruselas, Coimbra y Lisboa. En 1601 salió una edición no autorizada en Madrid.
Hay cuatro ediciones revisadas por el autor de la primera parte, esto es, las de Suárez de Castro, 1599; herederos de Juan Íñiguez de Lequerica, 1600; Juan Martínez, 1601, y Juan de León, 1602, impresas las tres primeras en Madrid y la última en Sevilla.
El 7 y 9 de septiembre de 1604 logró las aprobaciones necesarias para imprimir su segunda parte de Guzmán de Alfarache y, el 4 de diciembre del mismo año, un privilegio para imprimirla en Portugal. De este modo, a finales de 1604 se imprimió esta obra en la prestigiosa imprenta lisboeta de Pedro Crasbreeck. Para la segunda parte el autor pudo corregir tres ediciones todas en Lisboa por Pedro Crasbeeck en 1604, Antonio Álvarez en 1605 y el mismo Crasbeeck también en 1605.
En 1606 el escritor, traductor y editor Barezzo Barezzi imprimió una traducción al italiano de la primera parte de Guzmán de Alfarache en Venecia.
En 1615 se publicó una adaptación de las dos partes de Guzmán de Alfarache en alemán en Múnich, realizada por Aegidius Albertinus, que había sido bibliotecario de Maximiliano I de Wittelsbach y por entonces era secretario del ducado de Baviera.
Jean Chapelain tradujo las dos partes de Guzmán de Alfarache al francés y las publicó en París en 1619. Esta traducción fue reeditada muchas veces: en París en 1620, 1632, 1638 y 1639; en Lyon en 1630 y 1639; y en Rouen en 1633, 1639 y 1645.
En 1622 y 1623 se publicó en Londres la versión inglesa de James Mabbe con el título de The Rogue. En un prólogo extraordinario, dice del pícaro Guzmán que era «semejante al navío que anda dando bordes en la ribera, y nunca acaba de tomar puerto». En 1630 se publicó en Oxford y de nuevo en Londres en 1655, 1656, 1685 y 1708.
Guzmán de Alfarache y el Lazarillo de Tormes se editaron juntos, traducidos al latín por Gaspar Ens, primero en Colonia en 1623 y luego en 1652 en Danzig.
Ejemplares de las obras de Mateo Alemán también llegaron a América. En 1600 fueron embarcados en una nao para Ultramar algunos volúmenes de la primera parte de Guzmán de Aljarafe y, en otra nao, se embarcó una caja con cuarenta ejemplares de esta obra. Rosso envió el 15 de abril de 1605 tres cajas con 292 ejemplares de la obra San Antonio a Portobelo. Poco después, ese mismo año, Rosso envió a Cartagena de Indias 102 ejemplares de la misma obra. En julio de 1605 Rosso envió tres cajas con 490 ejemplares de la segunda parte de Guzmán de Alfarache a San Juan de Ulúa.

### Ediciones modernas de su obra
La edición moderna más autorizada de Guzmán de Alfarache es la crítica de Luis Gómez Canseco (2012) para la Real Academia Española. 
Más recientemente, un equipo internacional dirigido por Pedro Manuel Piñero Ramírez y Katharina Niemeyer ha reunido y editado La obra completa (Vol. 1. Obra varia. Vol. 2. San Antonio de Padua. Vol. 3. Guzmán de Alfarache, Madrid / Frankfurt: Iberoamericana / Editorial Vervuet, 2014).

## Retrato

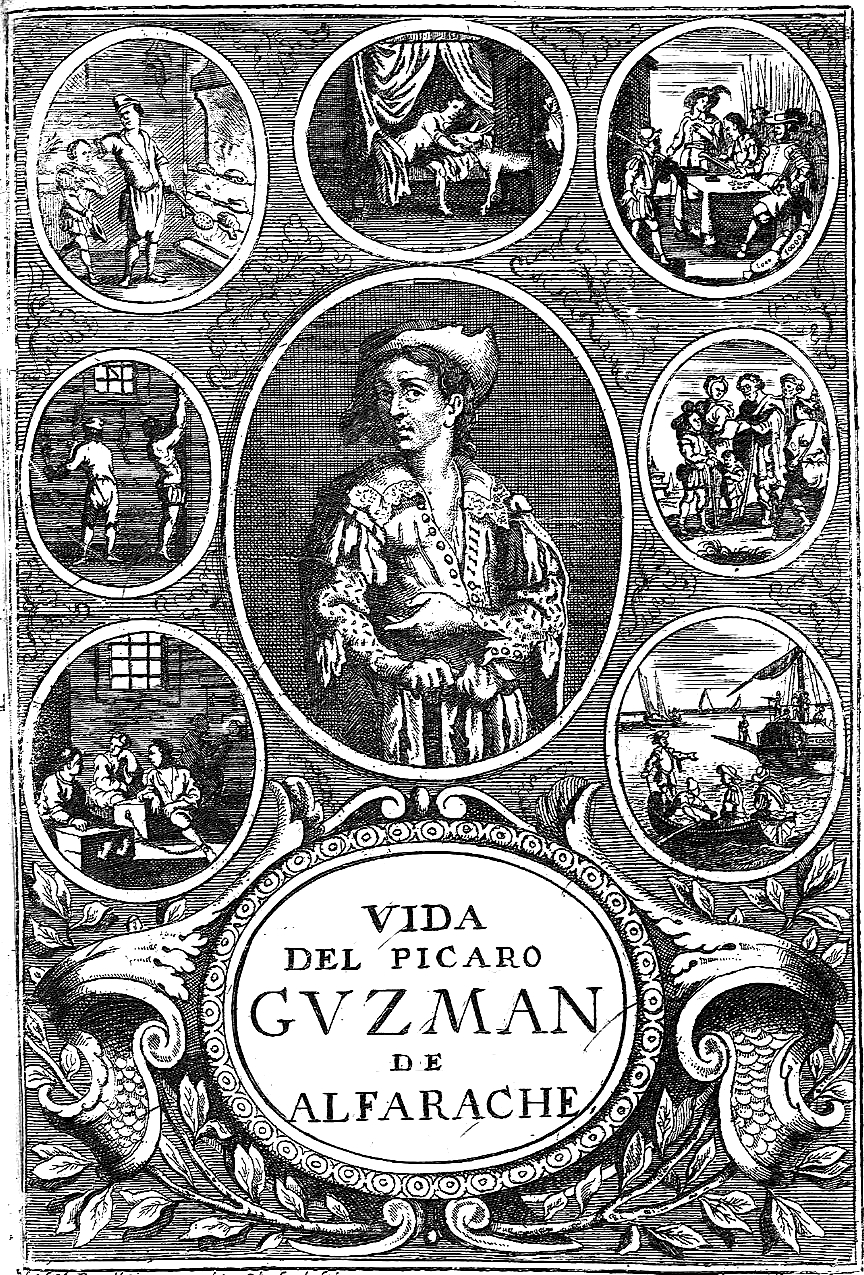
Grabado de la portada de Vida y hechos del pícaro Guzmán de Alfarache, Amberes,1681.

Se ha conservado un retrato genuino de Mateo Alemán grabado por Pedro Perret en 1599. El escritor aparece sosteniendo un libro que tiene en su lomo escrito "COR. TA.", que puede significar "Cornelio Tácito".
En la parte superior izquierda hay un escudo heráldico con un águila bicéfala (símbolo por entonces germánico) y un león (símbolo español). Según Francisco Rodríguez Marín, Mateo Alemán se inventó este escudo propio porque se apellidaba Alemán y era de España, aunque no está demostrado que sea inventado.
En la parte superior derecha aparece un emblema que muestra una araña luchando contra una serpiente. Este concepto está tomado de la Historia natural escrita por Plinio el Viejo, que dice:

La araña se descuelga con su hilo sobre la cabeza de la serpiente tumbada a la sombra de su árbol y con tanta fuerza muerde su cabeza que, poniéndose a gritar y enredándose en un remolino, ni siquiera es capaz de romper el hilo que pende y, mucho menos, de huir. Y este enfrentamiento sólo acaba con la muerte.

Debajo de este emblema está el lema en latín "Ab insidiis non est prudentia", que significa "No hay prudencia en las intrigas".
Mateo Alemán puso este retrato en las dos partes de Guzmán de Alfarache, en San Antonio, en Ortografía y Sucesos.